# Halicometes stonei
Halicometes stonei är en svampdjursart som beskrevs av Sarà och Bavestrello 1996. Halicometes stonei ingår i släktet Halicometes och familjen Tethyidae.
Artens utbredningsområde är havet utanför Indien. Inga underarter finns listade i Catalogue of Life.